# La Neuville-Saint-Pierre
La Neuville-Saint-Pierre település Franciaországban, Oise megyében. Lakosainak száma 162 fő (2022. január 1.). La Neuville-Saint-Pierre Abbeville-Saint-Lucien, Maulers, Noirémont és Reuil-sur-Brêche községekkel határos.

## Népesség
A település népességének változása:
| Lakosok száma | 171  | 167  | 165  | 158  | 156  | 155  | 163  | 163  | 162  |
|               | 2013 | 2015 | 2016 | 2017 | 2018 | 2019 | 2020 | 2021 | 2022 |